# Brendan Behan
Brendan Behan (Dublin, 9 februari 1923 – aldaar, 20 maart 1964) was een Iers dichter, schrijver van korte verhalen, romans en toneelstukken. Hij schreef zowel in het Iers-Gaelisch als in het Engels. Hij wordt gezien als een van de succesvolste Ierse toneelschrijvers van de 20e eeuw. 

## Vroege jaren
Behan werd geboren in de binnenstad van Dublin, en woonde in het huis van zijn grootmoeder die een aantal huizen verhuurde in de stad. Zijn vader, Jack Behan, een huisschilder die actief was geweest in de strijd om Ierse onafhankelijkheid, las zijn kinderen voor uit Ierse literaire werken, en hun moeder, Kathleen Kearny, nam hen mee op sleeptouw door de stad op literaire wandelingen. Behans oom, Peadar Kearney, schreef Amhrán na bhFiann, het Ierse volkslied. Op dertienjarige leeftijd verliet Behan de schoolbanken, en volgde zijn vader in het schildersvak. 

## Republikeinse activiteiten
In 1937 verhuisde de familie naar een nieuwe wijk in Crumlin. Hier werd Behan lid van Fianna Éireann, de jeugdbeweging van de IRA, en hij publiceerde zijn eerste gedichten en proza in het blad van de partij, Fianna: the voice of Young Ireland. Hij begon te experimenteren met explosieven. In 1939 werd hij gearresteerd in Liverpool in bezit van explosieven die bedoeld waren voor een IRA-campagne. Hij kreeg 3 jaar cel in Kent, Engeland, en keerde pas in 1941 terug naar Ierland. In 1942 werd hij vervolgd voor de aanslag op twee politieofficieren, en kreeg veertien jaar. Hij werd naar Mountjoy Prison gestuurd, en later naar het Curragh Internment Camp. Hij werd in 1946 vrijgelaten in een algemene amnestie voor republikeinse gevangenen. In 1947 zat hij korte tijd in de gevangenis in Manchester voor de hulp die hij een mederepublikein had gegeven bij diens ontsnapping uit de gevangenis.

## Schrijven
Op dertienjarige leeftijd schreef hij al het gedicht The laughing boy, over de dood van onafhankelijkheidsstrijder Michael Collins. Behans ervaringen met het gevangenisleven staan centraal in zijn carrière als schrijver. In Mountjoy schreef hij zijn eerste toneelstuk, The Landlady, en korte verhalen en andere stukken. Een deel van zijn werk werd gepubliceerd in The Bell, het leidende Ierse literaire blad van die tijd. Hij leerde ook Iers in de gevangenis en na zijn vrijlating in 1946 verbleef hij lange tijd in de Gaeltacht in Galway en Kerry, waar hij gedichten begon te schrijven in het Iers. Aan het begin van de jaren vijftig werkte hij als schrijver voor radio en kranten en had hij op straat en in literaire kringen in Dublin een reputatie gekregen van something of a character . 
Zijn grote doorbraak kwam in 1954 toen zijn toneelstuk The Quare Fellow, dat gebaseerd was op zijn ervaringen in de gevangenis, werd opgevoerd in het Pike theater in Dublin. Het toneelstuk stond 6 maanden op de planken. Het stuk opende in mei 1956 in het Theatre Royal in Stratford, Engeland, en bracht de schrijver internationale faam. In 1957 werd zijn Ierse stuk An Giall (De gijzelaar) opgevoerd in het Damer Theatre en werd zijn autobiografische boek The Borstal Boy uitgebracht. Na 1957 werden er boeken uitgebracht die ofwel op een cassette waren opgenomen, ofwel ver ervoor werden geschreven.

## Latere jaren
Behan vond het moeilijk met de faam om te gaan. Hij was al langer een zware drinker, hij had zichzelf eens omschreven als een drinker met een schrijfprobleem, en ontwikkelde diabetes aan het begin van de jaren zestig. De combinatie resulteerde in een serie roemruchte dronken publieke optredens, zowel op het podium als op televisie. Hij verbleef regelmatig in het Chelsea Hotel in New York. Hij belandde een aantal keer in een coma. Hij overleed in het Dublins ziekenhuis Meath Hospital in 1964 nadat hij onwel was geworden in een bar. Hij ligt begraven op het Glasnevin Cemetery.